# Feerum
Feerum Spółka Akcyjna – polskie przedsiębiorstwo z siedzibą w Chojnowie. Spółka jest jednym z największych w Polsce producentów elewatorów i silosów zbożowych oraz suszarni. 
Początkowo firma była zarejestrowana jako jednoosobowa działalność gospodarcza, w 2004 roku powstała Feerum s.c., natomiast w 9 maja 2007 roku spółka została zarejestrowana w KRS pod nazwą Feerum SA. 10 maja 2013 roku spółka zadebiutowała na warszawskiej giełdzie.